# Athena (település)
Athena (korábban Centerville) az Amerikai Egyesült Államok Oregon államának Umatilla megyéjében elhelyezkedő város, a Pendleton–Hermiston mikrostatisztikai körzet része. A 2020. évi népszámláláskor 1209 lakosa volt.

## Története
Mivel Oregonban és Washingtonban is volt már Centerville nevű település, D. W. Jarvis 1889-ben Pallasz Athéné nevét javasolta. Az 1878. október 11-én megnyílt posta első vezetője William T. Cook volt.
A 19. században skót bevándorlók érkeztek; az első világháború idején jelentős kaledón kolónia élt itt. A középiskolában az 1950-es években skót táncegyüttes és dudazenekar alakult; utóbbi az USA mellett Angliában és Skóciában is fellépett. Minden júliusban „kaledóniai játékokat” rendeznek.

## Éghajlat
A város éghajlata mediterrán (a Köppen-skála szerint Csa).

## Népesség
| Lakosok száma | 495  | 703  | 621  | 504  | 750  | 950  | 965  | 997  | 1126 | 1209 |
|               | 1890 | 1900 | 1920 | 1930 | 1950 | 1960 | 1980 | 1990 | 2010 | 2020 |

## Gazdaság
Egykor a Hodaka motorkerékpárokat az athenai Pacific Basin Trading Company tervezte. A cég korábbi alkalmazottjai, valamint motortulajdonosok rendszeresen Athenában gyűlnek össze.

## Oktatás
A város iskoláinak fenntartója az Athena Weston Tankerület.

## Film
F. W. Murnau 1930-as City Girl című filmjének egyes jeleneteit itt rögzítették.

## Fordítás
- Ez a szócikk részben vagy egészben  az   Athena, Oregon című angol Wikipédia-szócikk ezen változatának fordításán alapul.  Az eredeti cikk szerkesztőit annak laptörténete sorolja fel. Ez a jelzés csupán a megfogalmazás eredetét és a szerzői jogokat jelzi, nem szolgál a cikkben szereplő információk forrásmegjelöléseként.